# Filip Dagerstål
Filip Dagerstål (sinh ngày 1 tháng 2 năm 1997) ở Norrköping là một cầu thủ bóng đá người Thụy Điển thi đấu cho IFK Norrköping ở vị trí tiền vệ.

## Danh hiệu

### Câu lạc bộ
IFK Norrköping
- Allsvenskan: 2015
- Siêu cúp bóng đá Thụy Điển: 2015